# Leonai
Leonai Souza de Almeida (ur. 28 kwietnia 1995 w Pontal) – brazylijski piłkarz występujący na pozycji defensywnego pomocnika, od 2022 roku zawodnik ekwadorskiej Barcelony SC.